# 首都圏第二循環高速道路
首都圏第二循環高速道路（しゅとけんだいにじゅんかんこうそくどうろ）は、大韓民国京畿道と仁川広域市を経由して、首都圏第一循環高速道路の外側を廻る総延長263.4kmの環状の高速国道である。12の区間に分けて計画・工事されている。

## 峰潭 - 東灘
2009年10月28日に開通。

### インターチェンジなど
- 1 峰潭（ポンダム）IC（平沢-華城高速道路6番と重複）（果川-峰潭都市高速化道路 (地方道 309号線)）
- TG 峰潭（ポンダム）料金所（本線料金所）
- 2 正南（ジョンナム）IC（平沢-華城高速道路5番と重複）
- 3 西烏山（ソオサン）JCT（平沢-華城高速道路（17号線）烏山-華城高速道路（171号線））
- SA 烏山（オサン）SA
- 4 北烏山（プゴサン）IC
- TG 東灘（トンタン）料金所（東灘方面のみ）
- 5 東灘（トンタン）JCT（京釜高速道路（1号線））

### 車線数
- 4車線
  - 峰潭 IC - 正南 IC, 西烏山 JCT - 東灘 JCT
- 6車線
  - 正南 IC - 西烏山 JCT

### 通過する地域
- 京畿道
  - 華城市 - 烏山市 - 華城市

## 抱川 - 揚州
世宗-抱川高速道路 東豆川（楊州）接続区間として、2017年6月30日に開通。ソウル北部高速道路が運営している。

### 車線数
- 4車線
  - 蘇屹JCT - 楊州IC

### インターチェンジなど
- 1 蘇屹JCT（世宗-抱川高速道路 本線）
- 2 玉井IC
- 3 楊州IC

### 通過する地域
- 京畿道
  - 抱川市 - 楊州市

## 安山 - 松山
平沢-始興高速道路と重複（松山葡萄SA-南安山ICの一部）。2013年3月28日に平沢-始興高速道路として開通。

### 車線数
- 6車線

### 通過する地域
- 京畿道
  - 安山市 - 華城市

## 仁川 - 金浦
2017年3月23日に開通。延長28.88km。

### インターチェンジなど
- 南港交差点
- 仁川港交差点
- 1 南青羅JC
- TG 青羅元倉料金所
- 2 北青羅IC
- 3 黔丹陽村IC
- 4 大串IC
- 5 西金浦通津IC

### 通過する地域
- 仁川広域市
  - 中区
  - 東区
  - 西区
- 京畿道
  - 金浦市

## 工事中の区間
- 利川 - 烏山
- 楊平 - 和道
- 楊州 - 坡州
- 峰潭 - 松山

## 計画中の区間
- 楊平 - 利川
- 抱川 - 和道
- 金浦 - 坡州
- 仁川 - 安山